# Alsószuha, Borsod-Abaúj-Zemplén
Alsószuha este un sat în districtul Putnok, județul Borsod-Abaúj-Zemplén, Ungaria, având o populație de 463 de locuitori (2011). 

## Demografie
Componența etnică a satului Alsószuha
     Maghiari (89,03%)
     Romi (9,92%)
     Germani (1,05%)
Componența confesională a satului Alsószuha
     Reformați (53,13%)
     Romano-catolici (19,44%)
     Fără religie (8,21%)
     Greco-catolici (4,75%)
     Necunoscută (14,47%)
Conform recensământului din 2011, satul Alsószuha avea 463 de locuitori. Din punct de vedere etnic, majoritatea locuitorilor (89,03%) erau maghiari, existând și minorități de romi (9,92%) și germani (1,05%).  Din punct de vedere confesional, majoritatea locuitorilor (53,13%) erau reformați, existând și minorități de romano-catolici (19,44%), persoane fără religie (8,21%) și greco-catolici (4,75%). Pentru 14,47% din locuitori nu este cunoscută apartenența confesională.